# Snöans fiskekapell

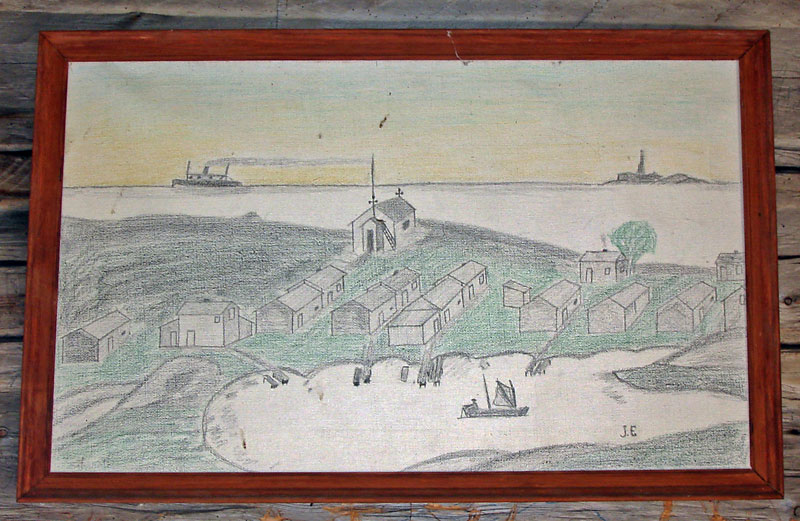
Teckning av Snöan med kapellet som ön såg ut innan fiskeläget brann ned 1912. I bakgrunden syns Bondens fyr. Teckningen sitter inne i kapellet.

Snöans fiskekapell är en kyrkobyggnad i Hörnefors församling i Luleå stift, belägen på ön Snöan söder om Hörnefors. Kapellet uppfördes troligen i början av 1800-talet för att användas av de fiskare som säsongsvis bodde på ön. Större delen av bebyggelsen brann ned 1912 och därefter upphördes yrkesfisket. Idag används kapellet för enstaka gudstjänster sommartid.

## Kyrkobyggnaden
Kapellet är en mycket liten rektangulär byggnad med kor i öster och ett utbyggt vapenhus i väster. Den är timrad med en fasadbeklädnad av stående locklistpanel som målats röd. Taket är beklätt med papp. På östra och södra väggen finns fönster.
Byggnaden fick nytt yttertak och nya fönster 1923 samt ny ytterpanel och rödfärg 1934. En allmän upprustning genomfördes på 1960-talet.

## Interiör
Timmerväggarna saknar beklädnad. Framför fönstret på östra väggen står ett vitmålat altarbord. Ovanför altarfönstret hänger en tavla föreställande Kristi korsfästelse. I nordöstra hörnet står en predikstol bestående av en rundad skärm av stående plank. Bänkarna är byggda av släta plankor. Predikstol och bänkar förstördes 1971 av vandaler men återställdes.